# ديفيد بوش
ديفيد بوش (بالإنجليزية: David Bosch)‏ هو كاتب غير روائي جنوب أفريقي، ولد في 13 ديسمبر 1929 في كورومان ‏ في جنوب أفريقيا، وتوفي في 15 أبريل 1992 في N4 (South Africa) ‏ في جنوب أفريقيا بسبب حادث مرور.